# Вузляни
Вузляни (біл. вёска Вузьляны) — село в складі Пуховицького району Мінської області, Білорусь. Село було адміністративним центром Вузлівської сільської ради, а зараз належить Пережирській сільській раді розташоване в центральній частині області.

## Видатні уродженці
- Сарнов Давид — один із засновників радіо- та телемовлення в США.
- Наркевич Софія Куприянівна — Герой Соціалістичної Праці.